# Igreja da Senhora da Conceição
A Igreja Paroquial da Senhora da Conceição, mais conhecida por Igreja do Marquês, localiza-se na Praça do Marquês do Pombal na cidade do Porto.
A primeira pedra da igreja foi lançada em 18 de dezembro de 1938, durante um ato presidido por D. António de Castro Meireles, Bispo do Porto. As obras de construção tiveram início no ano seguinte, e a dedicação da igreja ocorreu em 8 de dezembro de 1947, com a Liturgia presidida pelo Cardeal Patriarca de Lisboa, D. Manuel Gonçalves Cerejeira.

## Ficha Técnica
- ARQUITECTURA: Padre Paulo Bellot, Rogério de Azevedo;
- ENGENHARIA: Joaquim Ferreira da Silva, Reis Gonçalves, Joaquim Ribeiro Sarmento.
- ESCULTURA: Henrique Moreira (esculturas da fachada principal e púlpitos), João Silva (Crucifixos das Capelas Laterais);
- FRESCOS: Mestre Guilherme Camarinha (painéis representativos das passagens da Via Sacra), Mestre Dórdio Gomes (Frescos do Baptistério), Mestre Augusto Gomes (Coroação da Virgem, do Arco Triunfal);
- AZULEJOS: Duarte de Menezes, executados na fábrica do Carvalhino (extinta);
- RELÓGIO: Francisco Cousinha de Almada; VITRAIS: Casa Mamujean de Madrid (extinta);
- ÓRGÃO: Georges Heintz, organeiro alemão.[2]